# Avenue Jules César
L'Avenue Jules César (en néerlandais : Julius Caesarlaan) est une avenue bruxelloise de la commune de Woluwe-Saint-Pierre qui va de l'avenue de Tervueren à la rue Père Eudore Devroye sur une longueur totale de 700 mètres.

## Historique et description
Le nom vient du général, homme d'État et écrivain romain Jules César. 
La rue a été créée vers 1925.